# Rogozna (rzeka)
Rogozna (ros. Рогозна) – rzeka na południowym zachodzie europejskiej części Rosji w rejonie oktiabrskim obwodu kurskiego, prawy dopływ Sejmu o długości 25 km i powierzchni zlewni 225 km².
Rzeka wypływa ze źródeł na Wyżynie Środkoworosyjskiej w pobliżu wsi (ros. деревня, trb. dieriewnia) Pozdniakowa, a uchodzi do Sejmu (534 km) naprzeciw wsi (dieriewnia) Malutina.
W środkowym biegu rzeki znajduje się staw o powierzchni 1,09 km² i kubaturze 2990 tys. m³.
Głównym dopływem rzeki jest ruczaj Rogozna, a miejscowości przy jej nurcie to (od źródła do ujścia): Pozdniakowa, Nikolskoje, Jakszyna, Prowotorowa, Stojanowa, Bykanowo, Diumina, Niżniaja Mazniewa, Rożkowa, Pyżowa, Pierkowa, Wołobujewo, Bolszoje Umrichino, 2-ja Małaja Dołżenkowa, Wierchniaja Gorbulina, Niżniaja Gorbulina, Bolszoje Dołżenkowo i Awdiejewa.